# El Siglo de Durango
El Siglo de Durango es un diario impreso, de la ciudad de Durango en el Estado de Durango al norte de México. A partir de 1987 era una sección que incluía El Siglo de Torreón y el 8 de julio de 1993 fue fundado por Antonio de Juambelz y Bracho como periódico impreso independiente.
El Siglo de Durango es miembro de la Asociación de Editores de los Estados.

## Difusión
En 2019 y según la compañía mexicana MPM (que conecta a anunciantes y empresas de prensa), el periódico tiene una circulación promedio de 15 151 ejemplarios y tiene una cobertura foránea de 33 de los 39 municipios del Estado de Durango según la Asociación de Editores de los Estados y una circulación estatal según el Instituto Nacional Electoral.